# Hosszúcsőrű gezerigó
A hosszúcsőrű gezerigó (Toxostoma longirostre) a madarak osztályának a verébalakúak (Passeriformes) rendjéhez és a gezerigófélék (Mimidae) családjához tartozó faj.

## Rendszerezése
A fajt Frédéric de Lafresnaye francia ornitológus írta le 1838-ban, az Orpheus nembe Orpheus longirostris néven.

## Alfajai
- Toxostoma longirostre longirostre (Lafresnaye, 1838)
- Toxostoma longirostre sennetti (Ridgway, 1888)[2]

## Előfordulása
Az Amerikai Egyesült Államok déli és Mexikó keleti részén honos. Természetes élőhelyei a szubtrópusi vagy trópusi lombhullató erdők és cserjések. Állandó, nem vonuló faj.

## Megjelenése
Testhossza 26 centiméter, testtömege 68–89 gramm.
|  |

## Életmódja
Mindenevő, de főleg rovarokkal táplálkozik.

## Természetvédelmi helyzete
Az elterjedési területe nagyon nagy, egyedszáma pedig növekszik. A Természetvédelmi Világszövetség Vörös listáján nem fenyegetett fajként szerepel.